# فابيو كاريوكا
فابيو كاريوكا هو لاعب كرة قدم برازيلي في مركز الدفاع، ولد في 10 سبتمبر 1980 في ريو دي جانيرو في البرازيل. لعب مع نادي فيكتوريا.